# Bản Đôn

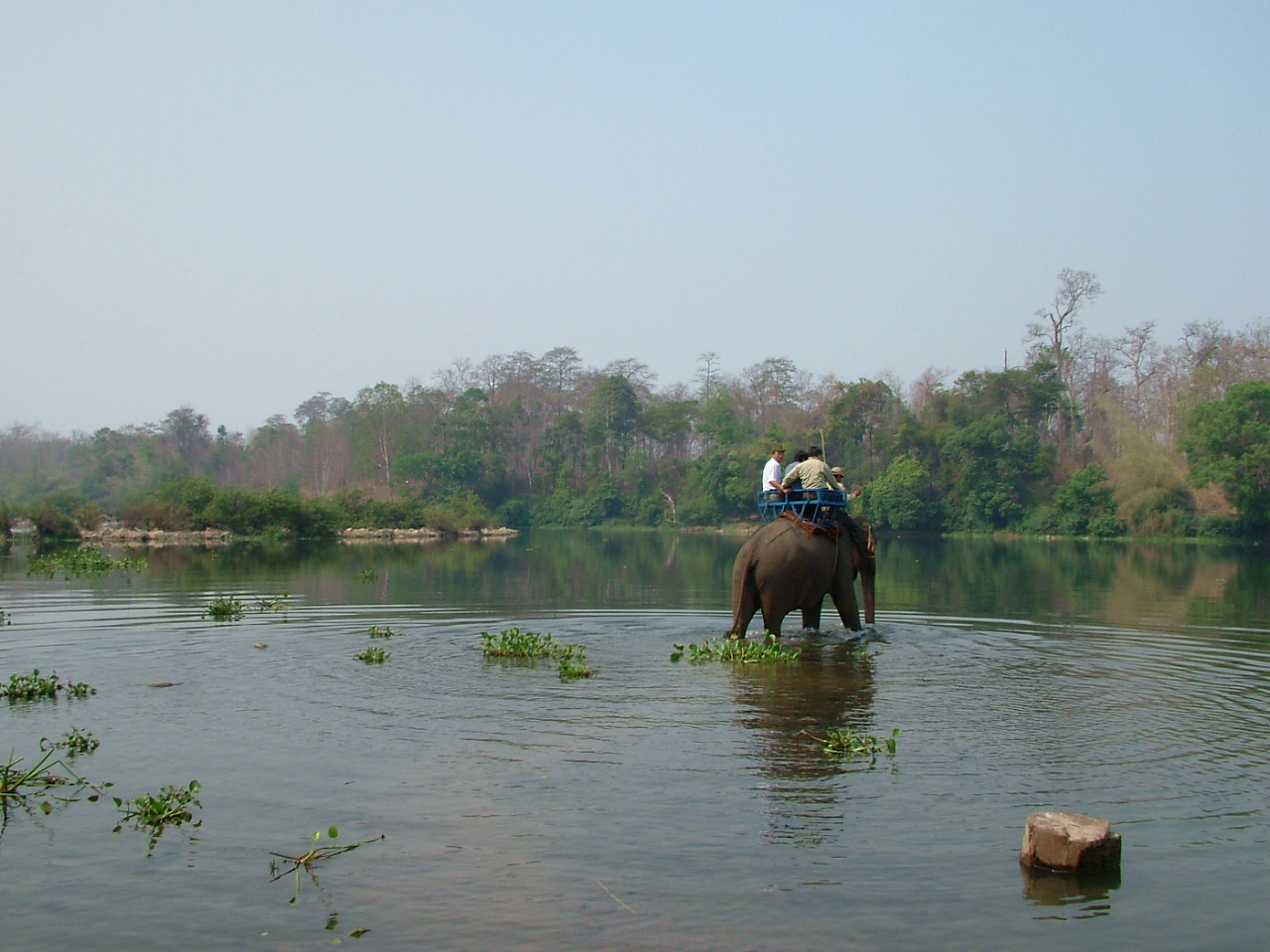
Voi đưa du khách sang sông Srêpốk

Bản Đôn là một địa danh nổi tiếng của Việt Nam, cũng được nhiều người trên thế giới biết đến như là một nơi có truyền thống săn bắt và thuần dưỡng voi rừng. Bản Đôn trước đây đã từng là thủ phủ của tỉnh Đắk Lắk, sau này để tiện cho việc phát triển kinh tế xã hội và để chiếm giữ một vị trí an ninh quốc phòng chiến lược, người Pháp đã cho dời cơ quan hành chính về Buôn Ma Thuột.
Hiện tại, Bản Đôn chỉ còn là một địa điểm du lịch nằm trên địa bàn xã Krông Na, huyện Buôn Đôn của Đắk Lắk; cách Buôn Ma Thuột 40 km theo hướng tỉnh lộ 1 về phía Tây Bắc.

## Tên gọi

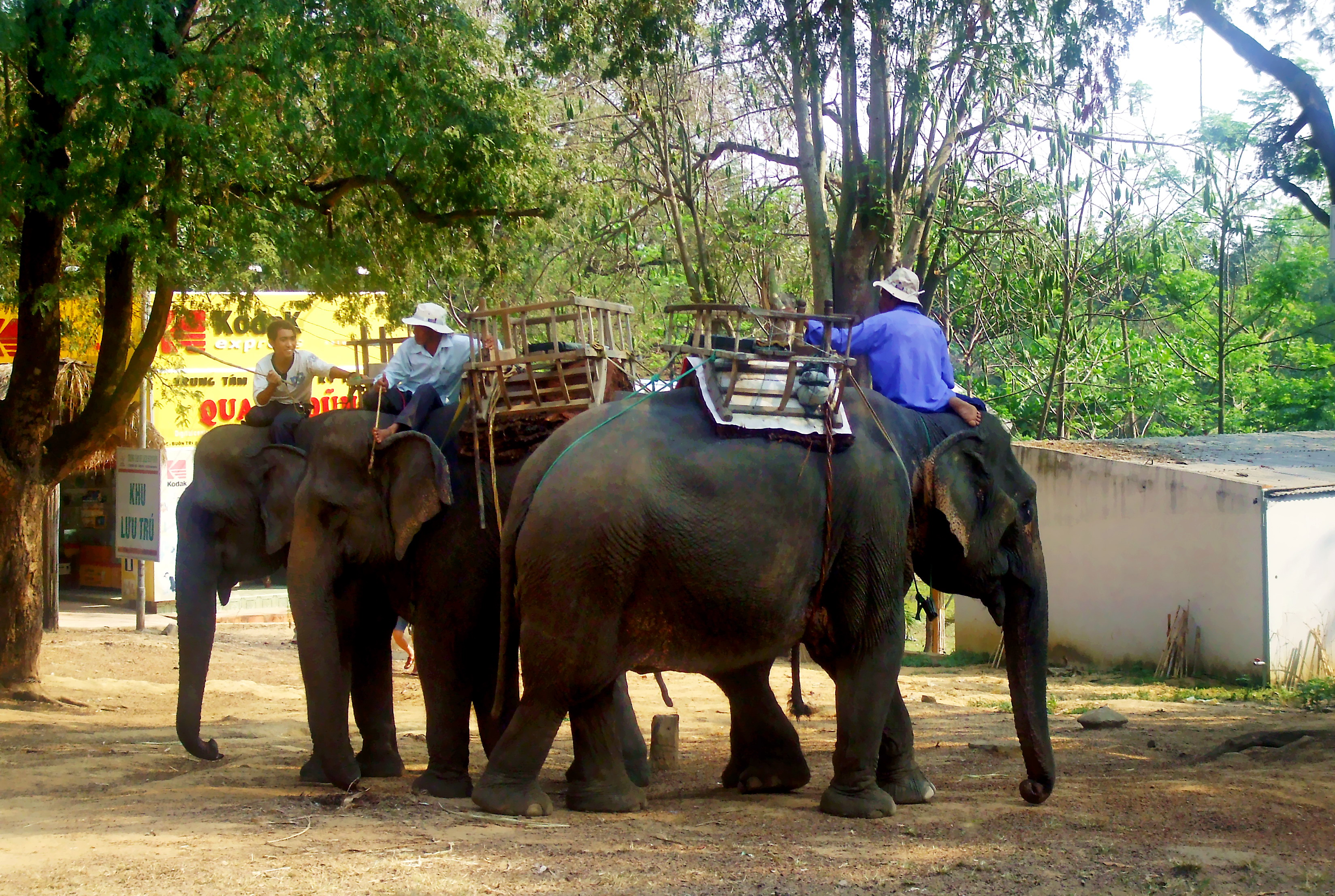
Voi ở Bản Đôn, dùng để đưa du khách đi tham quan

Bản Đôn là cách gọi của người Lào còn người Êđê và M'nông thì gọi là Buôn Đôn. Bản Đôn theo tiếng Lào (sắc dân chiếm đa số ở đây khi còn sơ khai) có nghĩa là"Làng Đảo"nghĩa là một ngôi làng được xây dựng trên một ốc đảo của sông Srêpốk. Đây từng là một trong những điểm giao thương quan trọng của 3 nước Đông Dương ngày xưa trên tuyến đường sông. Người Lào khi ấy, trong lúc ngược dòng sông buôn bán, bắt gặp mảnh đất này đã bị quyến rũ và ở lại cùng người Ê Đê bản địa xây dựng lên ở đây một ngôi làng trù phú đầy bản sắc. Cư dân Bản Đôn ngày nay vẫn còn thông thạo tiếng Lào và tiếng Thái Lan, Cư dân có sự lai tạp giữa người Êđê bản địa và người Nam Lào.
Hiện tại, Bản Đôn chính là cách gọi chung để chỉ hệ thống cụm du lịch của huyện Buôn Đôn gồm các khu du lịch thác Bảy Nhánh, vườn quốc gia Yok Đôn, khu du lịch Cầu treo, hồ Đắk Minh, vườn cảnh Trohbư...

## Du lịch
Ở Bản Đôn có rất nhiều thắng cảnh đẹp nằm dọc theo dòng sông Srêpốk như các bãi sông, Hồ thuỷ điện Srêpốk 3, thác Bảy nhánh,  thác Phật, hồ Đức Minh.. . qua đó hình thành các điểm du lịch hấp dẫn du khách như Cầu treo Buôn Đôn, nhà sàn cổ, mộ vua voi, du lịch Ánh Dương, Vườn cảnh Trohbư, Lâu Đài Yến - Làng du lịch cộng đồng Đảo Yến Buôn Đôn. Có vườn quốc gia Yok Đôn nổi tiếng là vườn quốc gia rộng nhất Việt Nam với hệ sinh thái rừng khộp đầy tiềm năng khai thác du lịch sinh thái, du lịch mạo hiểm và đặc biệt là bản sắc dân tộc của các buôn làng với các bến nước còn giữ được các nét nguyên sơ và huyền thoại về Vua Voi.
Dựa trên những giá trị văn hóa như truyền thống săn bắt và thuần dưỡng voi rừng; các di tích, thắng cảnh, lợi thế rừng quốc gia và các món ăn đặc sản rất đặc trưng như thịt nướng, gà nướng Bản Đôn, cơm lam, các món ăn từ các loài cá sông đặc sản như cá lăng, cá mõm trâu với rượu cần, rượu Ama Công. Ngành du lịch ở Bản Đôn hiện tại rất phát triển với các sản phẩm ăn khách như tham quan vườn quốc gia Yok Đôn, mộ Vua Voi, nhà sàn cổ, cầu treo, nghe đánh cồng chiêng...Sự năng động trong khai thác du lịch hiện nay đã biến Bản Đôn trở thành thương hiệu nổi tiếng nhất của Du lịch Đắk Lắk, một nơi không thể không đến khi đến Đắk Lắk.
- Hồ thuỷ điện Srêpốk 3 - Đảo Yến Buôn Đôn:
Hồ thuỷ điện Srêpốk 3  Là hồ nước lớn thứ 2 trên dòng Srêpốk hình thành do chặn dòng làm thuỷ điện, nằm ở địa phận xã Ea Nuôl, Tân Hoà -Buôn Đôn là 2 xã giáp ranh cách thành phố Buôn Ma Thuột khoảng chừng 15 km. Ở nơi đây ngoài phong cảnh tuyệt đẹp do mặt hồ thoáng rộng, du khách còn có những trải nghiệm thú vị như đi thuyền khám phá vùng lòng hồ rộng hơn 1.700 ha vốn được ví là Biển Hồ Buôn Đôn hay Địa Trung Hải - Tây nguyên với nhiều đảo nổi nhỏ và các điểm tham quan du lịch nông nghiệp ở ven bờ như Lâu đài Yến Buôn Đôn, Làng du lịch cộng đồng Đảo Yến - Buôn Đôn ...
Đảo Yến Buôn Đôn thực ra là một bán đảo rộng chừng 50 ha nằm gần cuối hồ. Sau khi ở đây chặn dòng làm thuỷ điện thì chim Yến tự nhiên về ở rất nhiều  nơi cửa xả và hàng ngày bay kiếm ăn quanh quẩn ở vùng bán đảo này. Người dân đã tận dụng cơ hội trời cho này để xây dựng ở đây rất nhiều nhà dụ yến và nhanh chóng hình thành nên một làng nghề yến sào đông đúc. Sau khi Lâu đài Yến được mọi người biết đến, nổi lên như một điểm du lịch hấp dẫn thì người ta đã gọi chung vùng bán đảo này là Đảo Yến Buôn Đôn.

### Vườn quốc gia Yok Đôn
Vườn quốc gia Yok Đôn là vườn quốc gia lớn nhất nước với diện tích trên 115.500 ha nơi bảo tồn voi châu Á và hệ sinh thái rừng khộp...

### Vườn cảnh Trohbư

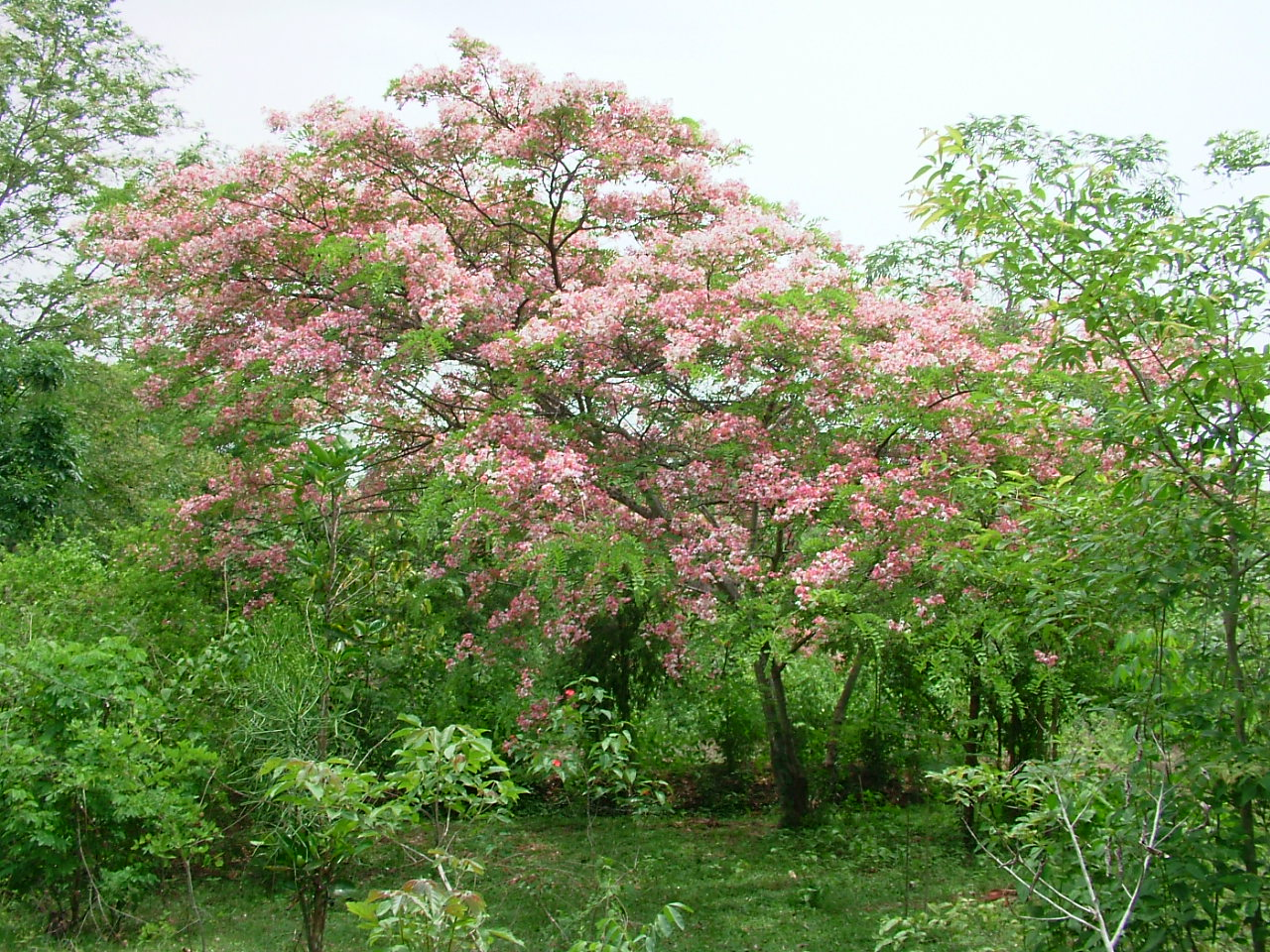
Hoa đào rừng trong vườn Trohbư.

Vườn cảnh Trohbư là một khu vườn cảnh đẹp ở Đắk Lắk nằm tại Buôn Niêng, xã Ea Nuôl, huyện Buôn Đôn; cách Buôn Ma Thuột hơn 12 km theo đường tỉnh lộ 1.
"Trohbư", theo tiếng Ê Đê, có nghĩa là"lũng cá lóc suối"(là loại cá lóc nhỏ chỉ bằng chuôi dao, đen chùi chũi, sống trong các suối đá).
Huyền thoại ở địa phương kể rằng ngày xưa, tại vùng đất nọ có một lần Giàng làm khô hạn, mấy năm liền không cho một giọt mưa, đất đai nứt nẻ không còn trồng tỉa được, ngay cả nước ăn cũng dần cạn kiệt, người dân trong làng phải đi rất xa mới tìm được nước dưới những lòng suối sâu. Bao nhiêu lúa, ngô, khoai, sắn trong làng đều đã dùng hết, người trong làng phải chia nhau vào rừng tìm rau, đào củ. Rồi chẳng mấy chốc rau củ trong rừng cũng hết; chim, thú cũng bỏ đi cả không còn gì để săn bắn. Già làng đã nhiều lần cúng tế bao nhiêu là trâu, bò, lợn, gà mà Giàng vẫn không tỏ lòng thương xót. Không thể đợi lâu hơn được nữa, tù trưởng quyết định phải bỏ làng đi tìm đất mới và cả làng lũ lượt kéo nhau đi. Nhiều ngày trôi qua, đã rất xa nơi ở cũ nhưng rừng núi quanh họ vẫn chỉ một màu nắng cháy, cây cối xác xơ, mọi người đều thấy mệt mỏi và chán nản. Chợt một sáng nọ, họ thấy trước mặt có một vùng cây xanh tốt, mọi người cùng nhanh chân bước. Đến nơi, họ thấy đó là một khu rừng đất đai màu mỡ, cây cối tốt tươi. Lúc ấy, trời đã quá trưa; họ dừng chân ở một nguồn suối nhỏ bên một thung lũng. Trong lúc tìm cái lót dạ, họ bỗng phát hiện trong thung lũng kia có rất nhiều cá lóc suối sinh sống; mọi người lấy làm vui mừng, cùng nhau be bờ, tát cá. Khi nước cạn, họ bỗng lấy làm lạ vì cá ở đâu cứ như từ dưới đất chui lên, bắt mãi mà chẳng hết. Trưa đó cả làng lại được ăn uống một bữa no nê; hôm sau cũng vậy, cá vẫn cứ như tự sinh ra trong thung lũng. Đã được no, họ không còn muốn đi xa thêm nữa; lũ làng, ai ai cũng đã thấy ưng bụng với nơi ở mới này. Rồi họ phát hiện quanh đó có rất nhiều những nguồn nước mạch chảy tự nhiên, thật trong lành, mát ngọt; lại còn có cả một dòng suối lớn quanh năm đầy nước thật thuận tiện cho việc lập buôn làng mới. Cho rằng Giàng đã giúp mình, cả làng quyết định dừng chân cúng tạ và bắt tay vào việc lập buôn làng mới. Họ đặt tên cho buôn mới là Buôn Niêng và gọi dòng suối chảy qua làng là suối Ea Nuôl, còn thung lũng đầy cá lóc suối đã nuôi sống lũ làng khi mới đến kia là Trohbư.
Hiện tại Trohbư là một khu vườn cảnh với những con đường đi dạo quanh co uốn lượn theo các triền dốc, bờ hồ. Ở đây có cả một bộ sưu tập phong phú và đa dạng về cây, cỏ, hoa và lan rừng; có những ngôi nhà nhỏ đơn sơ mang đậm màu cổ tích nằm ẩn giữa tàn cây; có những tiểu cảnh đẹp làm điểm nhấn.
Ở Trohbư, ngoài ảnh hưởng của nghệ thuật vườn Nhật, vườn Trung Hoa những yếu tố mà các khu vườn mới thường bị chi phối, yếu tố bản sắc dân tộc cũng rất được coi trọng để thể hiện dáng vẻ của một vườn cảnh Việt Nam. Đặc biệt, Trohbư là một khu vườn cảnh mang đậm phong cách Tây Nguyên và rất"rừng"do phát triển từ khu rừng tái sinh trên mảnh đất vốn từng bị biến thành đồi trọc trong một thời gian dài bởi nạn phá rừng làm nương rẫy. Trohbư đẹp nhất vẫn là khoảng thời gian tháng 5-6 lúc Đắk Lắk mới chớm bước vào mùa mưa. Lúc ấy trong vườn Trohbư, tất cả cây rừng và phong lan đều khoác lên mình màu áo mới và cùng nhau khoe sắc. Chính vì vậy, Trohbư ngày càng trở nên nổi tiếng hơn với cái tên Khu bảo tồn lan rừng vườn Trohbu - Buôn Đôn (Trohbu Botanic Garden).

### Cầu treo Buôn Đôn

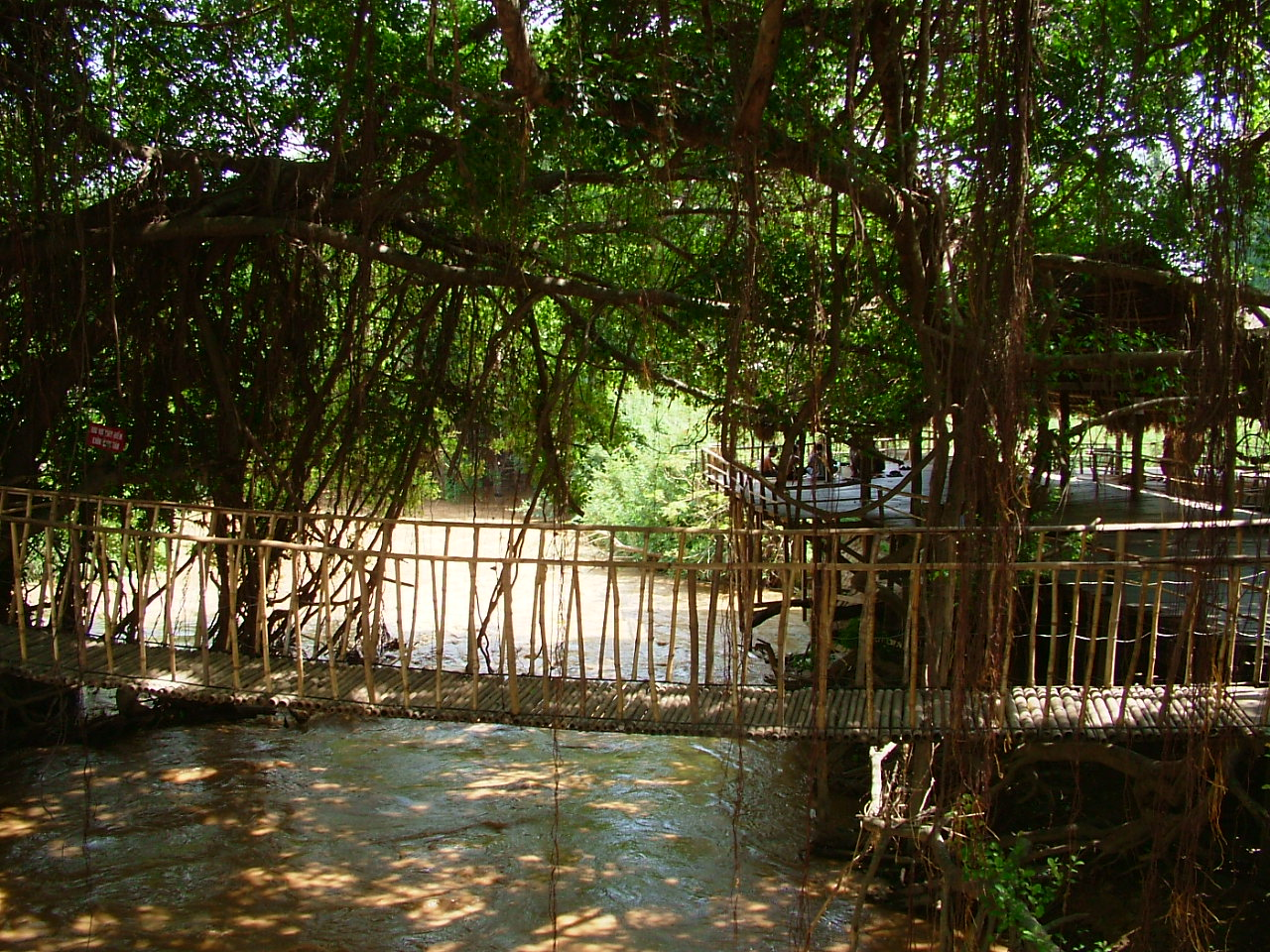
Cầu treo Buôn Đôn

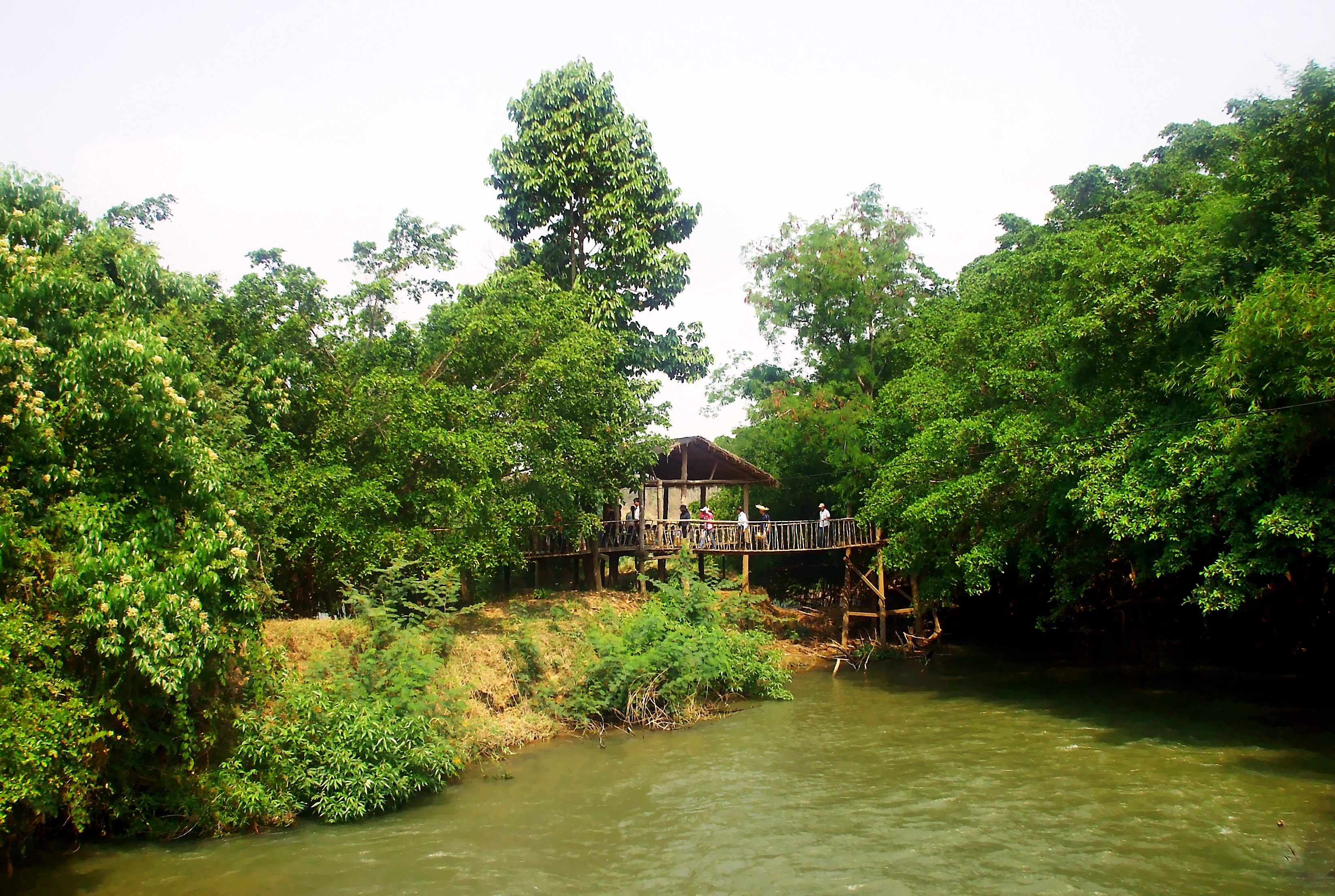
Một cảnh trong khu du lịch ở Bản Đôn

Khi đến với Trung tâm Du lịch Buôn Đôn du khách còn có dịp đi trên những nhịp Cầu Treo bắc qua dòng Srêpốk oai hùng, đi phía dưới những rặng si già (bon sai) đã trải qua hàng trăm năm tuổi. Cầu Treo Buôn Đôn được làm hoàn toàn bằng tre nứa rất đơn sơ, mộc mạc nhưng ở bên trong nó là sợi dây cáp chắc chắn để đảm bảo an toàn cho du khách mà không mất đi cảm giác chân thực nhất khi đi qua cây Cầu Treo này.
Bên trong lòng Cầu Treo ngay giữa lòng dòng sông Srêpốk là Nhà hàng Sàn Si. Nhà hàng này chuyên phục vụ các món ăn đặc sản độc đáo của người dân bản địa như cơm lam, gà nướng, heo đồng bào nuôi, canh chua được nấu bằng cá của sông Srêpốk, rượu cần, rượu Ama Công,... Ngoài ra, du khách còn được thưởng thức những món ăn đặc biệt ngon mắt, ngon miệng của người dân tại nơi đây như: canh cà đắng cá sông, món lạp, rau rừng, canh đọt măng,... Du khách cũng có thể tham gia giao lưu văn hóa, văn nghệ cùng những người dân bản địa hoặc ngồi tận hưởng cảnh sắc thiên nhiên hùng vĩ, ấn tượng cùng tiếng suối rì rào như nói chuyện với nhau.

### Hồ Đức Minh
Hồ Đăk Mil, theo cách gọi bằng tiếng Ê Đê, hay hồ Đức Minh, theo cách gọi bằng tiếng Việt, là một hồ nhân tạo được tạo nên từ một công trình thủy lợi chặn dòng suối Đắk Man, tỉnh Đăk Lăk. Hồ Đăk Mil nằm cách Bản Đôn cũ chừng 5 km về hướng Ea Súp thuộc địa bàn xã Krông na, huyện Buôn Đôn. Đây là một thắng cảnh đẹp của Buôn Đôn và cả của Đắk Lắk. Hồ nằm giữa trùng điệp những cánh rừng nguyên sinh. Với cảnh quan đẹp, hồ và khu vực rừng xung quanh đã được khai thác du lịch và là một điểm đến hấp dẫn của du lịch Buôn Đôn.

### Mộ Vua Voi
Đây là khu lăng mộ của gia đình vua voi Khun Yu Nốp, một nhân vật lịch sử đã trở thành một huyền thoại của vùng Bản Đôn nổi tiếng về truyền thống săn bắt và thuần dưỡng voi rừng.
Vua Voi, hay Khun Yu Nốb, là danh hiệu vua Xiêm (Thái Lan) ban cho N' Thu K' Nul, người dân gốc được coi như người khai sinh ra Bản Đôn với nghề săn bắt thuần dưỡng voi. Trong đời ông đã bắt được và thuần dưỡng hơn 170 con voi rừng, trong đó có một con bạch tượng tặng vua Xiêm, danh hiệu Khun Yu Nốb tức vua voi chính là do vua Xiêm ban tặng. Ở Bản Đôn hiện còn hai di tích về ông còn rất nguyên vẹn là nhà sàn cổ và mộ vua voi.
Gồm 2 lăng mộ xây gạch, lăng mộ của vua voi N'Thu K'Nul do R'leo K'Nul, người kế tục sự nghiệp, cho xây dựng. Mộ có kiến trúc M'nông và Lào với mô típ hình khối đơn giản trên có trang trí hình búp sen ở bốn góc và đỉnh mộ. Mộ của R'leo K'Nul, ở ngay bên cạnh, được xây dựng rất đẹp theo mô típ hình chóp nhọn của dân tộc Campuchia; mộ do do chính vua Bảo Đại cho người sưu tầm kiểu dáng và xây dựng để cảm tạ về con voi trắng mà vua voi tặng cho ông và công xây dựng đội tượng binh. Do hai ngôi mộ liền kề nhau và kết hợp hài hòa như một nên chính là lý do vì sao người ta hay nhầm tưởng đây là một ngôi mộ duy nhất và mộ R' Leo mới là mộ vua voi Khun Yu Nốb.
Khu lăng mộ vua voi nằm trong quần thể nghĩa địa của buôn Yang Lành với những ngôi mộ được trang trí bằng tượng nhà mồ, một nét rất đặc trưng của văn hoá Tây Nguyên.
Hiện tại mộ vua voi ở Bản Đôn là một điểm tham quan du lịch quan trọng trong quần thể du lịch Bản Đôn.

### Nhà sàn cổ

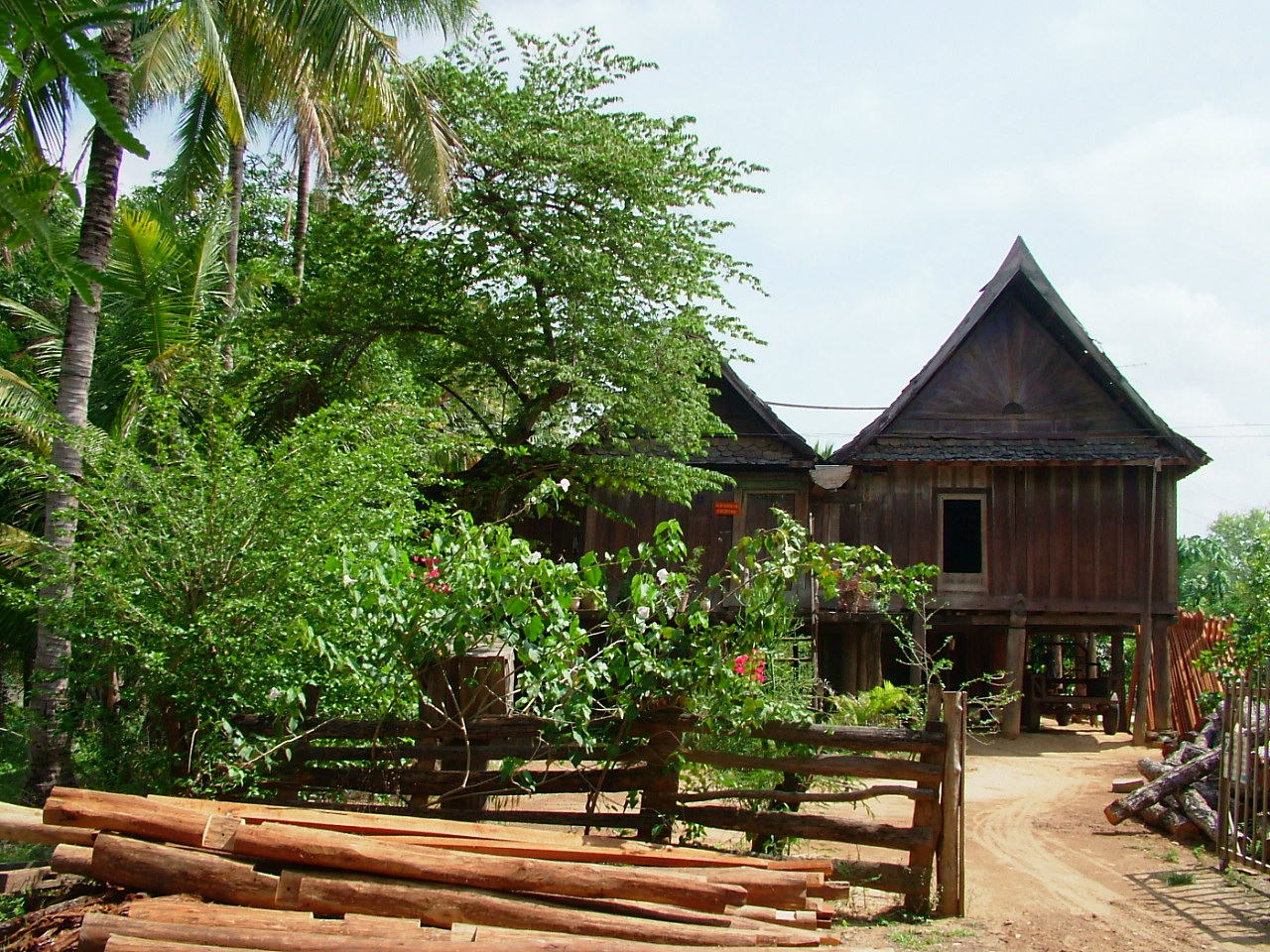
Nhà sàn cổ Bản Đôn Buôn Đôn

Nhà sàn này được làm theo kiến trúc nhà sàn của dân tộc Lào, là nhà của Khun Yu Nốb. Đây là nhà của một thợ săn voi nổi tiếng ở bản Đôn và được mệnh danh là vua voi. Hiện tại ngôi nhà đã có đến trên 115 năm tuổi; được làm hoàn toàn bằng các loại gỗ tốt của rừng già Buôn Đôn như Hương, Căm xe, Cà chít...đặc biệt nhất là ngay cả mái ngói cũng được đẽo gọt công phu từng viên bằng tay từ gỗ Cà Chít.
Trong nhà còn lưu giữ rất nhiều kỉ vật về cuộc đời và đồ nghề săn bắt voi của vị vua voi Bản Đôn và những người kế tục. Giá của ngôi nhà khi xây dựng là 10 con voi lớn và mất gần 3 năm để hoàn thành. Hiện tại Nhà sàn cổ ở Bản Đôn là một điểm tham quan du lịch quan trọng trong quần thể du lịch Bản Đôn.

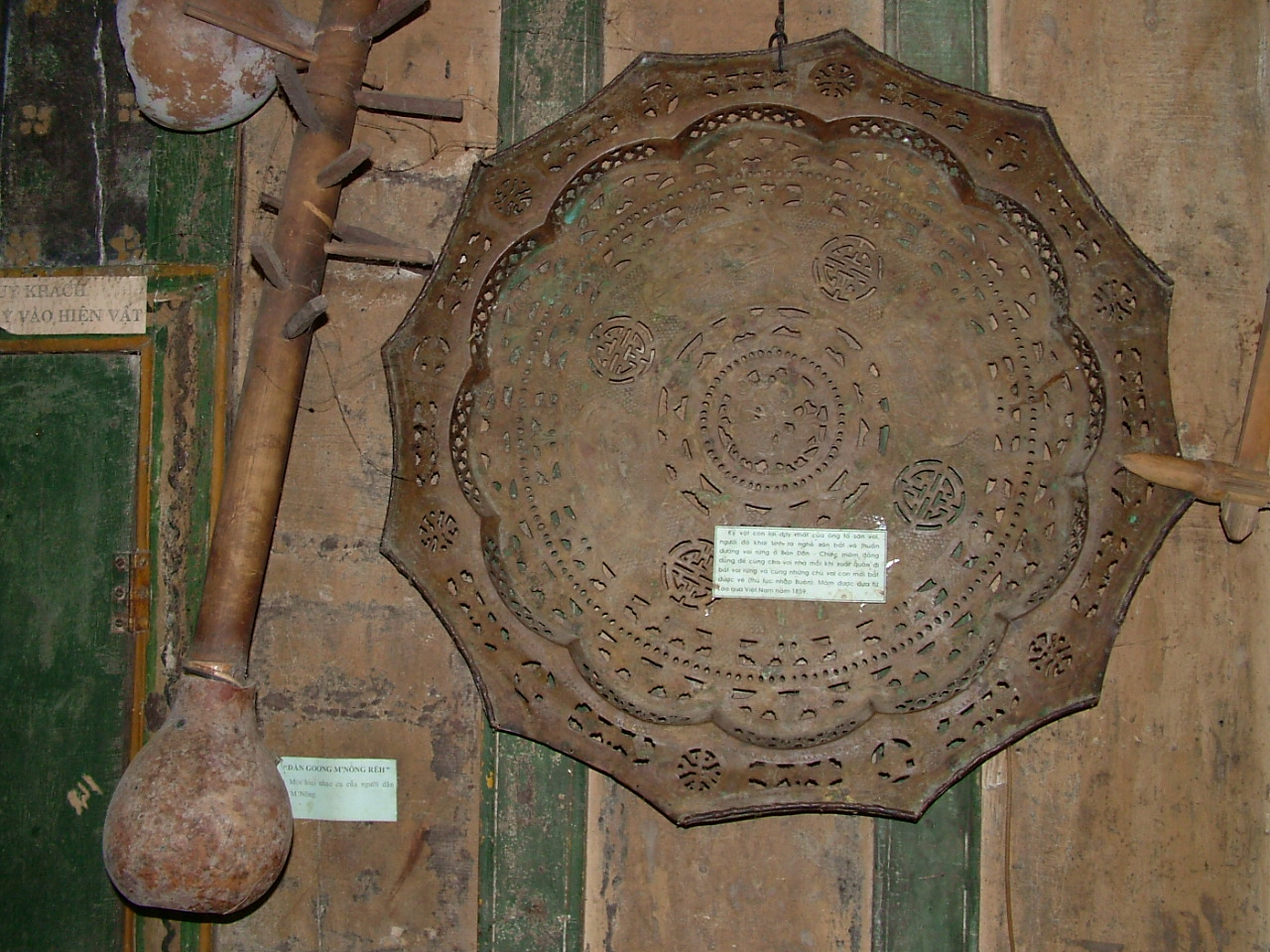
Chiếc mâm đồng kỷ vật của vua voi

Nhà trước kia có ba gian, sau này bị sập một gian do cây me cổ thụ bên hông bị đổ nhưng do điều kiện khó khăn và chiến tranh nên không khôi phục được đến giờ thì giữ nguyên hiện trạng hai gian.

### Hội đua voi
Là một lễ hội thường được tổ chức vào dịp mùng 10 tháng 3 hàng năm ở Bản Đôn. Trong lễ hội du khách có thể xem các cuộc tranh tài của voi từ đá bóng, chạy đua đến bơi vượt sông... Đây là một lễ hội cuốn hút nhiều du khách đến với Bản Đôn - Đắk Lắk.

### Rượu A Ma Công
Được ngâm từ thang thuốc gồm độc nhất lá và thân, rễ cây Trơng, một loài cây mọc trong rừng sâu Buôn Đôn. Do nó có một công dụng rất tế nhị và được báo chí nhắc đến rất nhiều nên được nhiều người biết đến tìm mua như một đặc sản, một món quà quý mang đậm chất Bản Đôn.
Rượu lấy theo tên A Ma Công là một huyền thoại sống của vùng Bản Đôn, đến năm 2007 ông khoảng 90 tuổi đang còn khỏe mạnh. Ông là cháu 3 đời của vua voi Khun Yu Nốb, bản thân ông cũng là một Gru kỳ cựu, trong đời đã săn được trên 100 con voi. Người Bản Đôn nói rằng với bài thuốc của mình năm 75 tuổi A Ma Công vẫn rất cường tráng còn lấy thêm người vợ thứ tư và sinh được một con trai.

### Gà nướng Bản Đôn
Gà nướng Bản Đôn là một món ăn dân dã nay đã trở thành món đặc sản không thể không thưởng thức với du khách khi đến với Bản Đôn. Nó được chế biến từ gà nuôi thả vườn được nướng tay và không ướp bất cứ một gia vị gì; khi ăn được chấm với muối sả và ớt.

## Một số hình ảnh về Bản Đôn

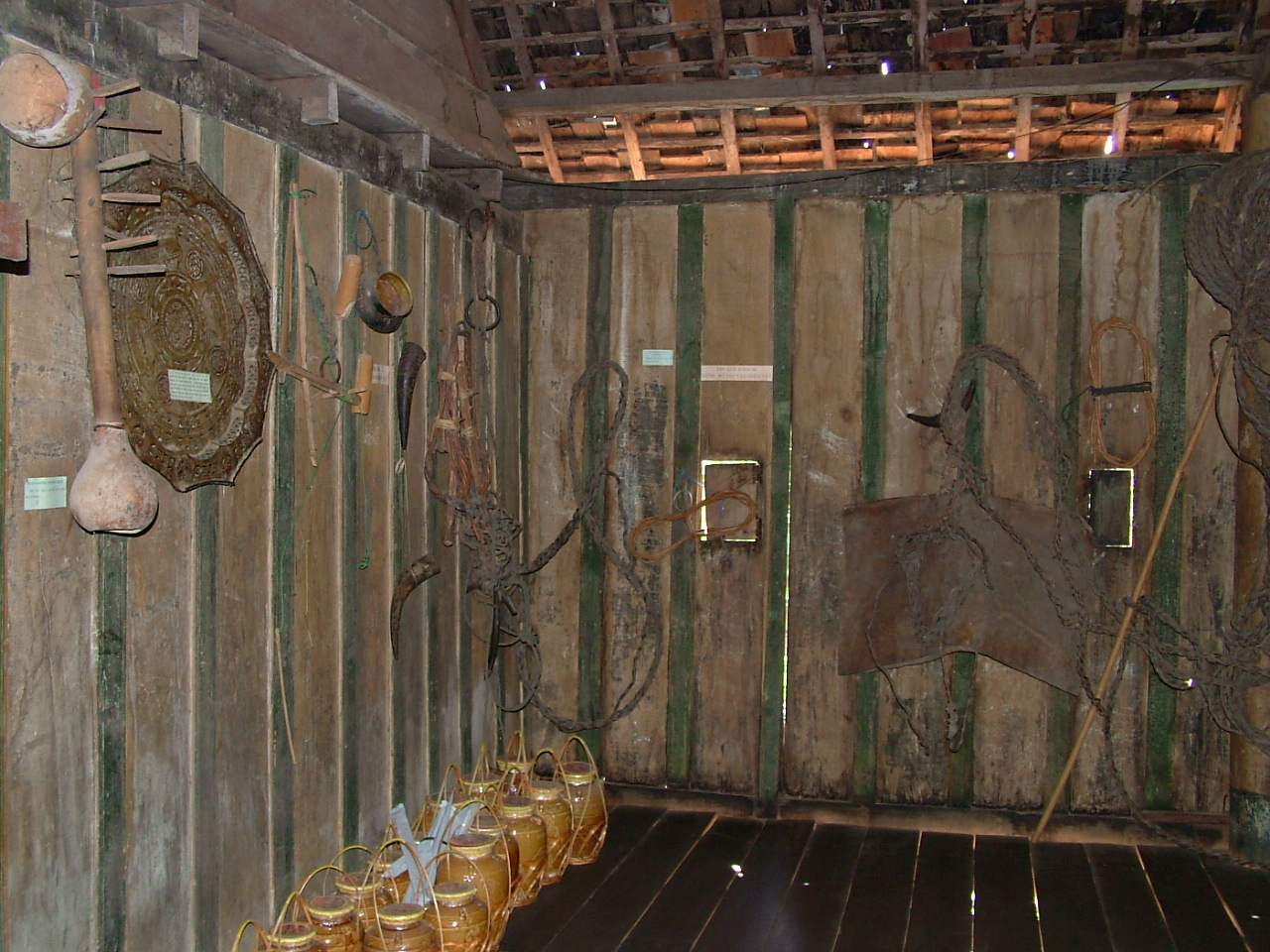
Đồ nghề săn voi ở nhà cổ Bản Đôn
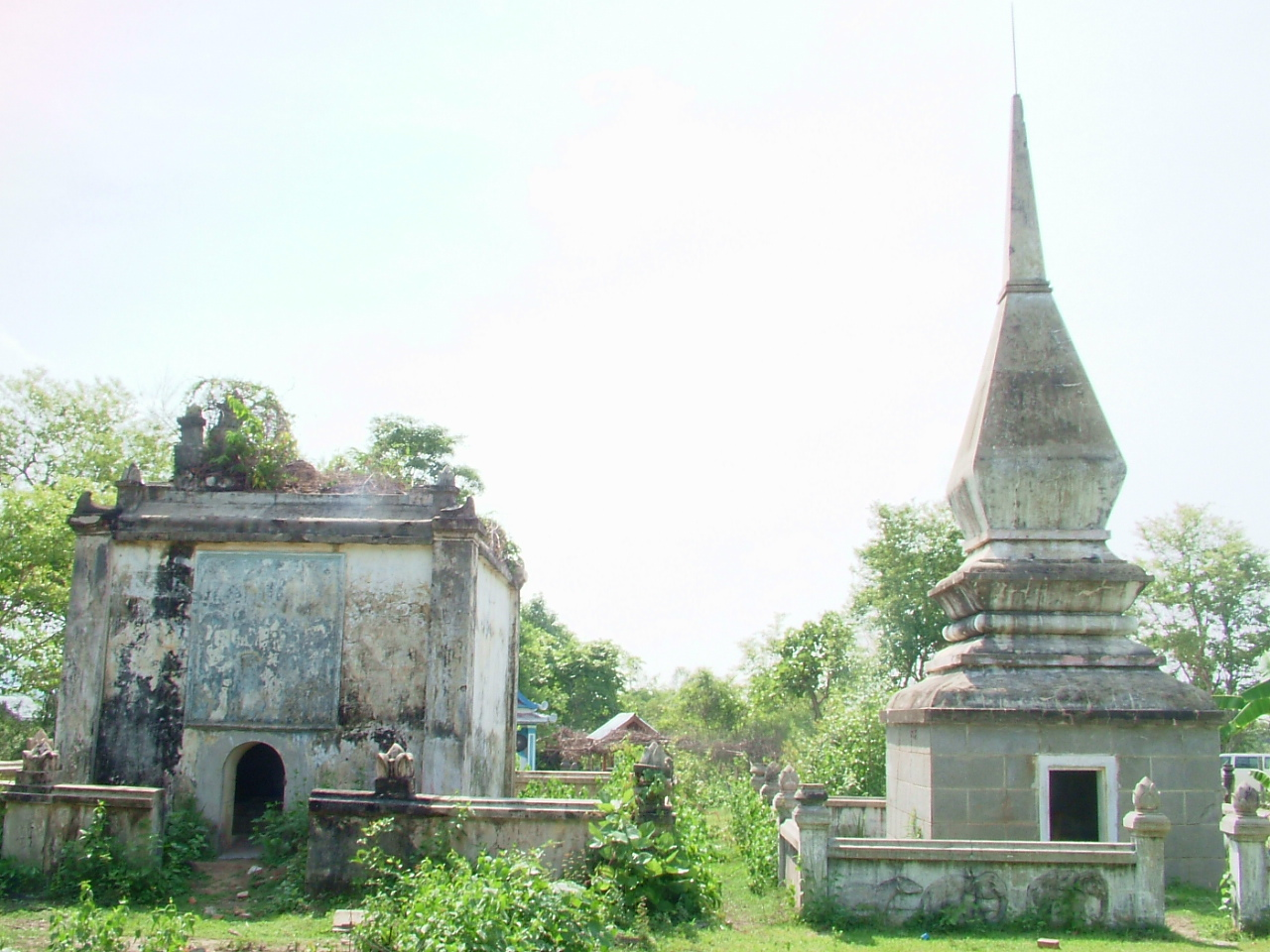
Mộ vua voi ở Bản Đôn
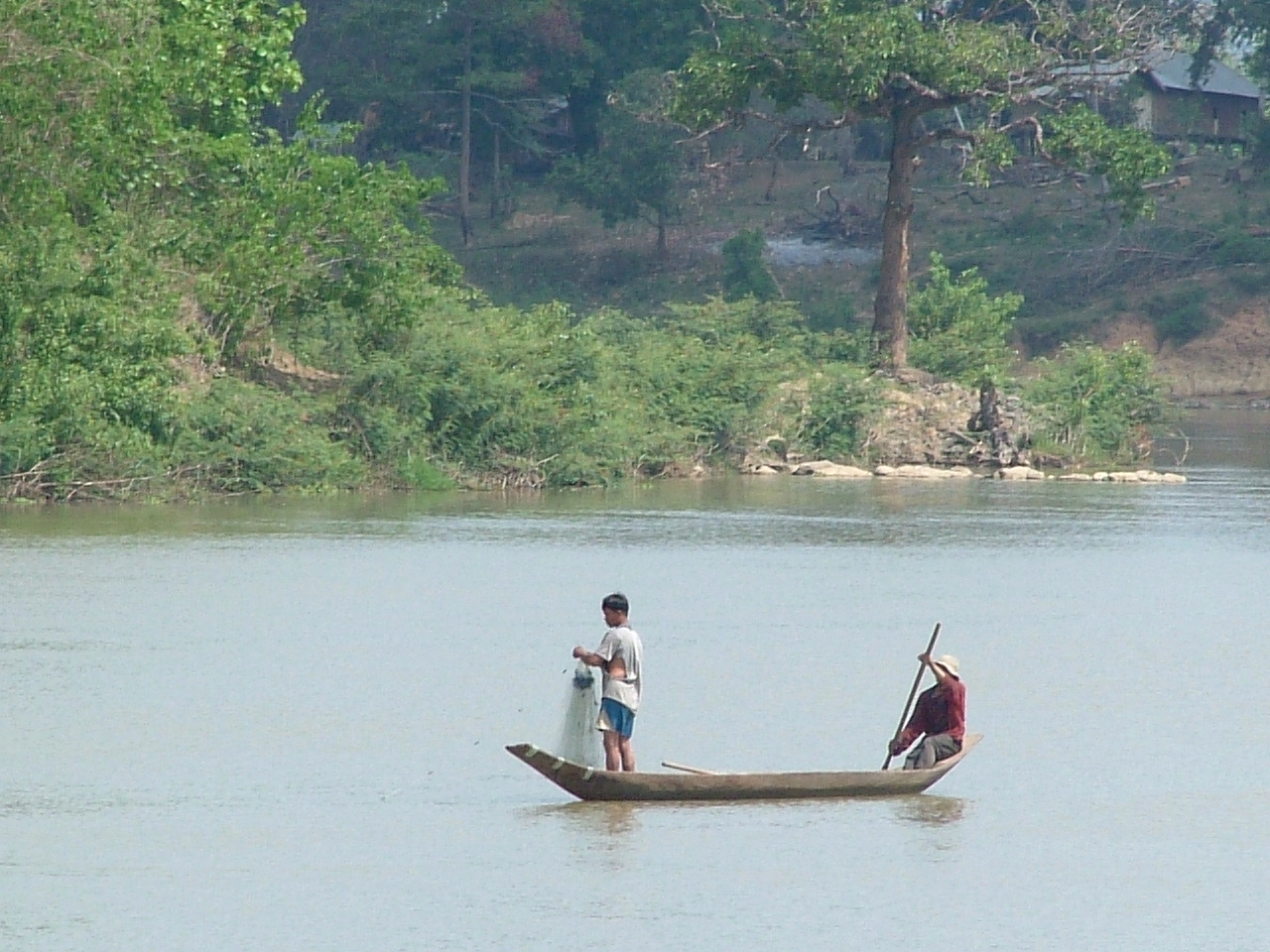
Một thoáng Bản Đôn
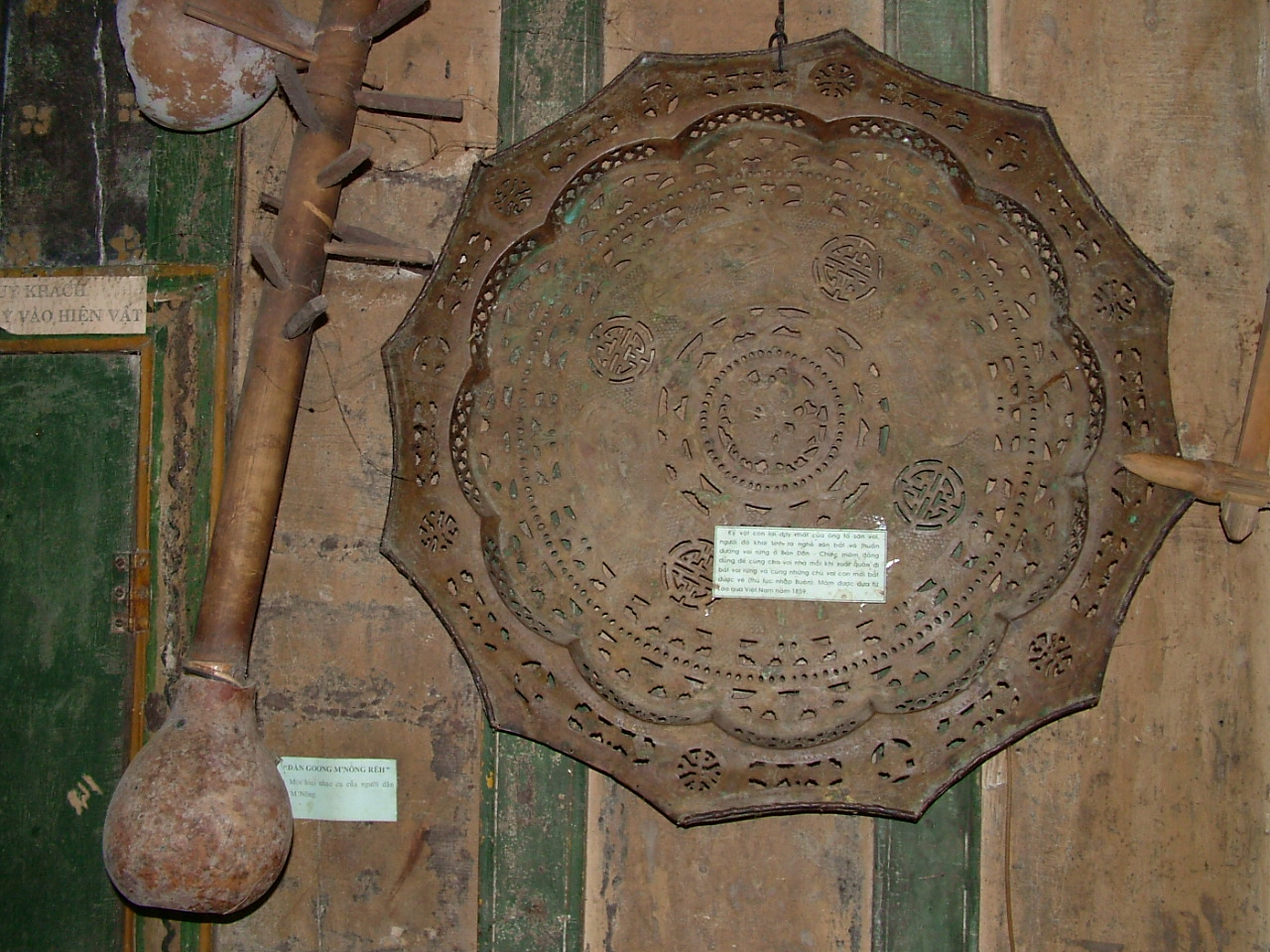
Chiếc mâm đồng kỉ vật của Vua Voi Bản Đôn